# Террористические акты в Париже 13 ноября 2015 года
Террористические акты в Париже, организованные радикальными исламистами из группировки «Исламское государство», произошли поздно вечером в пятницу 13 ноября 2015 года. Почти одновременно были совершены несколько атак: взрывы смертников возле стадиона «Стад де Франс» в Сен-Дени, расстрел посетителей нескольких ресторанов, а также расстрел посетителей концерта группы Eagles of Death Metal в концертном зале «Батаклан», на который пришлась большая часть жертв. В «Батаклане» трое террористов после расстрела забаррикадировались с захваченными заложниками на втором этаже здания; полиция после неудачных переговоров взяла помещение штурмом. Жертвами теракта стали 130 человек и более чем 350 раненых, из них 99 находились в критическом состоянии. Жертвами стали в основном молодые люди 20—30 лет. 7 террористов погибли во время терактов — либо подорвали себя с помощью поясов смертников, либо были застрелены полицией. Один из смертников — Салах Абдеслам — сбежал, позже был арестован полицией и приговорён судом к пожизненному заключению. Непосредственный организатор терактов Абдельхамид Абаауд был убит в перестрелке с полицией 18 ноября. Ответственность за нападения взяла на себя группировка «Исламское государство», назвав их «11 сентября по-французски».
Эти теракты произошли на следующий день после терактов в Бейруте 12 ноября и стали крупнейшими по числу жертв за всю историю Франции и самыми масштабными по числу жертв в Париже со времён Второй мировой войны. В стране, всего лишь четвёртый раз за её историю, было введено чрезвычайное положение. В предыдущий раз подобный режим во Франции вводили в 2005 году после волны беспорядков во французских городах. По числу жертв это также крупнейшее нападение в Европе со времени после взрывов в Мадриде в 2004 году. Ранее в январе 2015 года Франция пережила террористический акт в редакции Charlie Hebdo и ещё ряд связанных нападений, в стране поддерживался «красный» уровень террористической угрозы по системе «Вижипират».

## Нападения

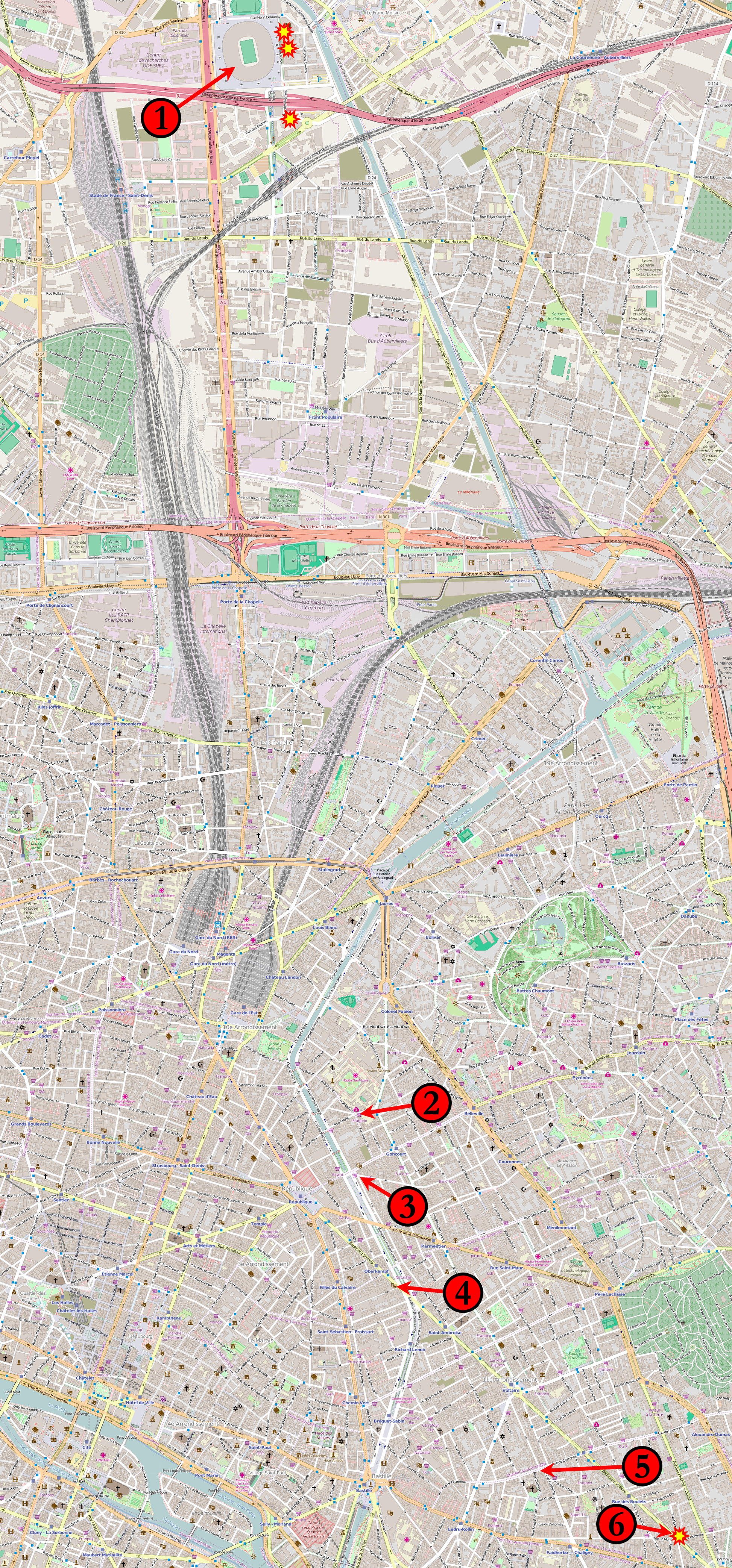
Карта мест террористических актов:
1) стадион «Стад де Франс»,
2) «Пти Камбодж» и «Лё Карийон» (пересечение улиц Rue Bichat и Rue Alibert),
3) «Ла Каза Ностра» (улица Rue de la Fontaine-au-Roi),
4) концертный зал «Батаклан»,
5) «Ла Белль Экип» (улица Rue de Charonne),
6) кафе «Контуар Вольтер».
Знаком отмечены взрывы у стадиона и в Кафе «Контуар Вольтер», взрывы в зале «Батаклан» не отмечены

Вечером 13 ноября с небольшой разницей по времени три группы террористов совершили 6 нападений в различных частях французской столицы. Нападения в центральной части Парижа происходили в десятом и одиннадцатом округах — многонациональных районах, не в туристических местах. Террористы выбирали многолюдные места отдыха, которые «Исламское государство» считало аморальными — спортивный стадион, рестораны, клуб. Схема, по которой действовали террористы, раньше практиковалась в Сирии и Ираке, но для Франции была новой и необычной: боевики были вооружены автоматами и поясами смертников и сначала выпускали пули в толпу, а только потом приводили в действие взрывное устройство. Нападения были скоординированы, и смертники действовали сообща, ведя переговоры по телефонам. Они передвигались по Парижу на трёх арендованных автомобилях Renault Clio, Seat Leon и Volkswagen Polo. Абдельхамид Абаауд, руководитель всей операции в Париже, находился на связи со всеми тремя группами.

### Взрывы вблизи стадиона «Стад де Франс»
Первые атаки произошли у стадиона «Стад де Франс» во время товарищеского матча между национальными сборными Франции и Германии. В это время на стадионе находилось около 80 тысяч человек, в том числе президент Франции Франсуа Олланд, главы МИД Франции и Германии Лоран Фабиус и Франк-Вальтер Штайнмайер. Четверо террористов-смертников прибыли к стадиону на автомобиле Renault Clio, который вёл Салах Абдеслам. Они все носили на себе пояса смертников; один из террористов поверх пояса смертника надел уместный для стадиона спортивный костюм в цветах футбольного клуба «Бавария». Террористы должны были попасть к стадиону к началу игры, но по неясной причине задержались, и охрана не пустила их на стадион. В 21:05 охранник на входе R отказал террористу-иракцу — «Ахмаду аль-Мухаммаду» (ас-Сабави), который пытался попасть внутрь. Этот же самый террорист ас-Сабави взорвал себя у другого входа D, убив вместе с собой одного человека.
Второй террорист в цветах «Баварии» взорвал себя в 21:30 у входа H, при этом никто не пострадал. Третий смертник взорвал себя спустя ещё 20 минут у входа в находящийся на стадионе ресторан McDonald’s — при этом ранения получили более 50 человек, из них 7 — серьёзные. Абдеслам тоже имел на себе пояс смертника со взрывчаткой и тоже должен был взорвать себя на стадионе, но струсил и сбежал.
Олланд, Фабиус, Штайнмайер и другие высокопоставленные зрители были экстренно эвакуированы со стадиона уже после первого взрыва. Хотя футбольный матч не прервали, часть зрителей начали эвакуировать с трибун уже во время игры, объясняя это как «пожарную тревогу», дабы избежать паники. Сам футбольный матч закончился победой сборной Франции со счётом 2:0. Во время эвакуации со стадиона зрители пели «Марсельезу».

### Нападения на кафе
Между 21:20 и 21:30 жертвами вооружённого нападения на ресторан «Пти Камбодж» (фр. Petit Cambodge, Маленькая Камбоджа) и на находящийся в здании напротив бар «Лё Карийон» (фр. Le Carillon, Карильон), расположенные в X округе Парижа, стали как минимум 26 человек. Эту атаку осуществляла группа Абдельхамида Абаауда, вместе с которым в автомобиле Seat Leon находились Брахим Абдеслам и Шакиб Акрух. Они были вооружены автоматами Zastava M70 — югославскими версиями автомата Калашникова. В 21:25 у них на пути оказалась другая машина, не давая проехать дальше, и террористы открыли по ней огонь из автоматов, убив водителя. Затем они остановили автомобиль посередине улицы, включив аварийные огни, и с криками «Аллах акбар!» открыли огонь по «Пти Камбодж» и «Лё Карийон», а также прохожим на тротуарах. В этой атаке было убито 13 человек.
В 21:32, после второго взрыва на «Стад де Франс», Абаауд и его спутники опять остановили машину и обстреляли террасы пиццерии «Ла Каза Ностра» (итал. La Casa Nostra) и пивной «Бон Бьер» (фр. Bonne Bière) в XI округе Парижа, близ Площади Республики. Здесь было убито ещё 5 человек. Террористы вернулись в машину и продолжили свой путь.
В 21:36 они по той же схеме обстреляли открытую террасу кафе «Ла Белль Экип» (фр. La Belle Equipe) по улице Шаронн (XI округ Парижа). Погибло по меньшей мере 19 человек. Как и в предыдущие разы, большинство жертв были посетителями кафе, ужинающими на открытой террасе. По воспоминаниям очевидцев, террористы не разговаривали друг с другом, а лишь спокойно поливали автоматным огнём террасы и проезжающие автомобили.
В 21:40 Абаауд высадил вооружённого поясом смертника Брахима Абдеслама на бульваре Вольтер, в кафе «Контуар Вольтер» (фр. Comptoir Voltaire). Со слов очевидцев, мужчина арабской внешности, без маски, одетый в толстовку, зашёл на крытую террасу кафе и сделал заказ у стойки. Затем он отправился к самому людному месту, не дождавшись заказа, но по невыясненной причине активировал спрятанные под толстовкой взрывные устройства до того, как приблизиться к жертвам. В результате плохо спланированного взрыва все потенциальные жертвы выжили. Экспертам удалось собрать максимум информации с трупа данного террориста, включая наличие при себе сирийского паспорта с пропускной печатью Греции и статусом беженца, полученным в октябре 2015 года. Абаауд и Акрух после расставания с Абдесламом уехали в пригород Парижа Монтрёй, где бросили автомобиль с автоматами.

### Нападение на зрителей рок-концерта в «Батаклане»

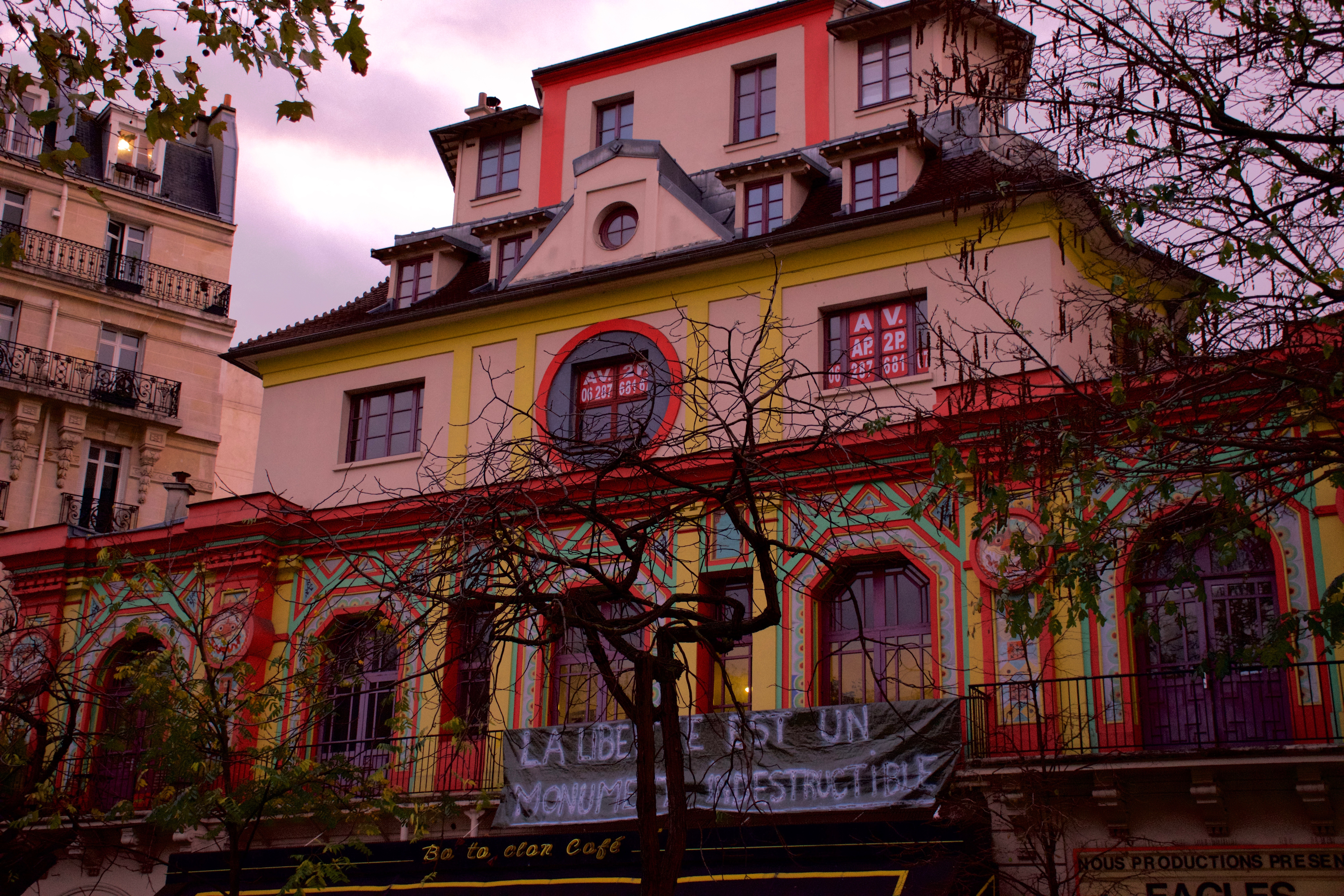
Здание «Батаклана» снаружи

В 21:50 было совершено нападение на концертный зал «Батаклан», расположенный в XI округе Парижа. В это время в зале проходил концерт американской рок-группы Eagles of Death Metal, и в здании находилось около 1500 зрителей. Концерт начался в 20:45 и к началу теракта шёл уже около часа.
Трое террористов — Сами Амимур, Омар Мостефаи и Фуад Мохамед-Агад, все ранее воевавшие на стороне ИГИЛ в Сирии — прибыли к «Батаклану» на взятом в аренду чёрном автомобиле Volkswagen Polo. Как и действовавшая в атаках на кафе группа Абаауда, они были вооружены автоматами Zastava M70. Они с трудом припарковали машину, сделав шесть-семь попыток — из-за пояса смертника водителю было трудно управляться с рулём. Один из свидетелей, сидевший на террасе ресторана, по соседству приблизился к машине, чтобы сказать водителю, что тот припарковался неправильно, но был встречен неприязненными взглядами через стекло и предпочёл отойти. Одетые в пояса смертников террористы показались ему «толстыми», и выражения на их лицах его напугали — они были похожи на «живых мертвецов». Свидетель, узнав о взрывах на «Стад де Франс», «80 раз» звонил в полицию, жалуясь на подозрительную машину, но на его звонки не отреагировали — оператор лишь сказал, что перезвонит ему через час, чего так и не произошло. Мимо «Батаклана» также проехала патрульная машина полиции, не обратив внимания на ожидающий автомобиль. В 21:42 террористы отправили в мессенджер Telegram с мобильного телефона Samsung, который тут же выкинули в мусорную урну по соседству, сообщение «Выходим, приступаем», покинули автомобиль и направились ко входу в концертный зал. Это сообщение предназначалось оперативнику ИГИЛ Мохаммеду Белькаиду, который в тот момент находился в Бельгии; он занимал в иерархии «Исламского государства» более высокое положение, чем Абаауд.
Почти все из 89 жертв расстрела в «Батаклане» были убиты в первые 20 минут с начала стрельбы. Боевики открыли огонь ещё на пути к зданию, застрелив троих человек, включая швейцара у дверей. Затем двое боевиков миновали вестибюль, прошли в собственно концертный зал и начали поливать автоматными очередями толпу слушателей, выкрикивая «Аллах акбар!». В первые секунды слушатели приняли стрельбу и крики за часть представления, вроде взрывов петард — паника возникла не сразу. Два террориста в концертном зале по очереди стреляли и перезаряжали автоматы, чтобы огонь был непрерывным. Они вели огонь по зрителям как в зале, так и на галереях над залом, так что тела падали сверху в зал. Третий боевик встал у выхода и расстреливал зрителей, пытавшихся бежать в этом направлении. Выжившие очевидцы сообщали, что террористы обращались к лежащим на полу раненым по-французски, угрожая убить любого, кто двинется. Они искали «американцев», чтобы убить, поскольку «американцы вместе с вами [французами] бомбили нас [в Сирии]», но американские музыканты успели уйти со сцены за кулисы и покинуть здание. Террористы также провозглашали по-французски, что были отправлены из Сирии, чтобы отомстить за направленные против ИГИЛ французские бомбардировки в Ираке и Сирии. Они особо обвиняли в этих бомбардировках Франсуа Олланда и, обращаясь к французам, говорили «мы хотим, чтобы вы поняли».
Зрители пытались бежать или спрятаться разными способами, в том числе притворяясь мёртвыми. Части зрителей, включая большинство музыкантов, удалось выбраться через открытые боковые выходы ещё в самом начале стрельбы. Другая группа из около 70 человек, в которой находился басист группы, уткнулась в дверь на улицу, запертую на кодовый замок. Одному из охранников зала удалось её выломать, и эта группа также выбралась наружу. Ещё часть зрителей спрятались за звукоусилительной аппаратурой и выбрались через люк на крышу зала — люди на соседних зданиях помогли им перебраться на другие крыши. Некоторые люди в здании баррикадировались с помощью мебели в гримёрках или, оказавшись в туалетах, откуда не было другого выхода, разобрали фальшпотолок и прятались там. Многие зрители, выбегая из здания на улицу, наступали на мёртвые тела или ещё живых людей.
К концертному залу прибыли полицейские из подразделения BRI и позже спецназ RAID Национальной полиции. Около 22:15 двое первых ответивших на вызов полицейских, комиссар антикриминальной бригады BAC 75 и его водитель, первыми вошли в здание. Они были вооружены только пистолетами и одеты в лёгкие бронежилеты, но смогли тяжело ранить одного из террористов, Сами Амимура. Когда тот упал, произошёл взрыв — сработал пояс смертника. Полицейские попали под автоматный огонь со стороны двух других террористов и были вынуждены отступить. Террористы Омар Мостефаи и Фуад Мохамед-Агад собрали около 20 выживших зрителей и под угрозой оружия заставили их пройти на второй этаж. Они также отняли у заложников несколько мобильных телефонов и попытались использовать их для выхода в интернет, но не смогли поймать в здании сигнал. Террористы также заставили нескольких заложников выступать в качестве дозорных — выглядывать в зрительный зал и в окна на улицу и говорить, если увидят там полицейских или снайперов. Абдельхамид Абаауд, организатор операции, ранее участвовавший в нападениях на кафе, вернулся в центр города на метро. Во время противостояния полиции и террористов в «Батаклане» он находился на улице перед концертным залом, смешавшись с толпой, и разговаривал по головной гарнитуре. Полиции позже удалось проследить его телефон к улице снаружи «Батаклана».
Полицейский спецназ, вошедший в здание после 22:30, обнаружил, что террористы и заложники находятся на втором этаже, в комнате, к которой вёл узкий коридор. Террористы заставили одного из заложников вести за них переговоры. Они продиктовали полицейским номер телефона, тоже взятого у одного из заложников, и в течение следующих 50 минут полиция и террористы вели переговоры по телефону. Полиция заключила, что террористы собираются публично казнить заложников, поэтому было принято решение о штурме — он начался в 00:18. Бой занял лишь около трёх минут — полицейские, прикрываясь противопульными щитами, вошли в помещение. Им удалось благополучно выручить всех заложников, затянув их за щиты. Один из террористов был застрелен, другой привёл в действие пояс смертника и погиб во взрыве. В общей сложности в концертном зале погибло 89 человек, среди них — менеджер рок-группы Eagles of Death Metal.

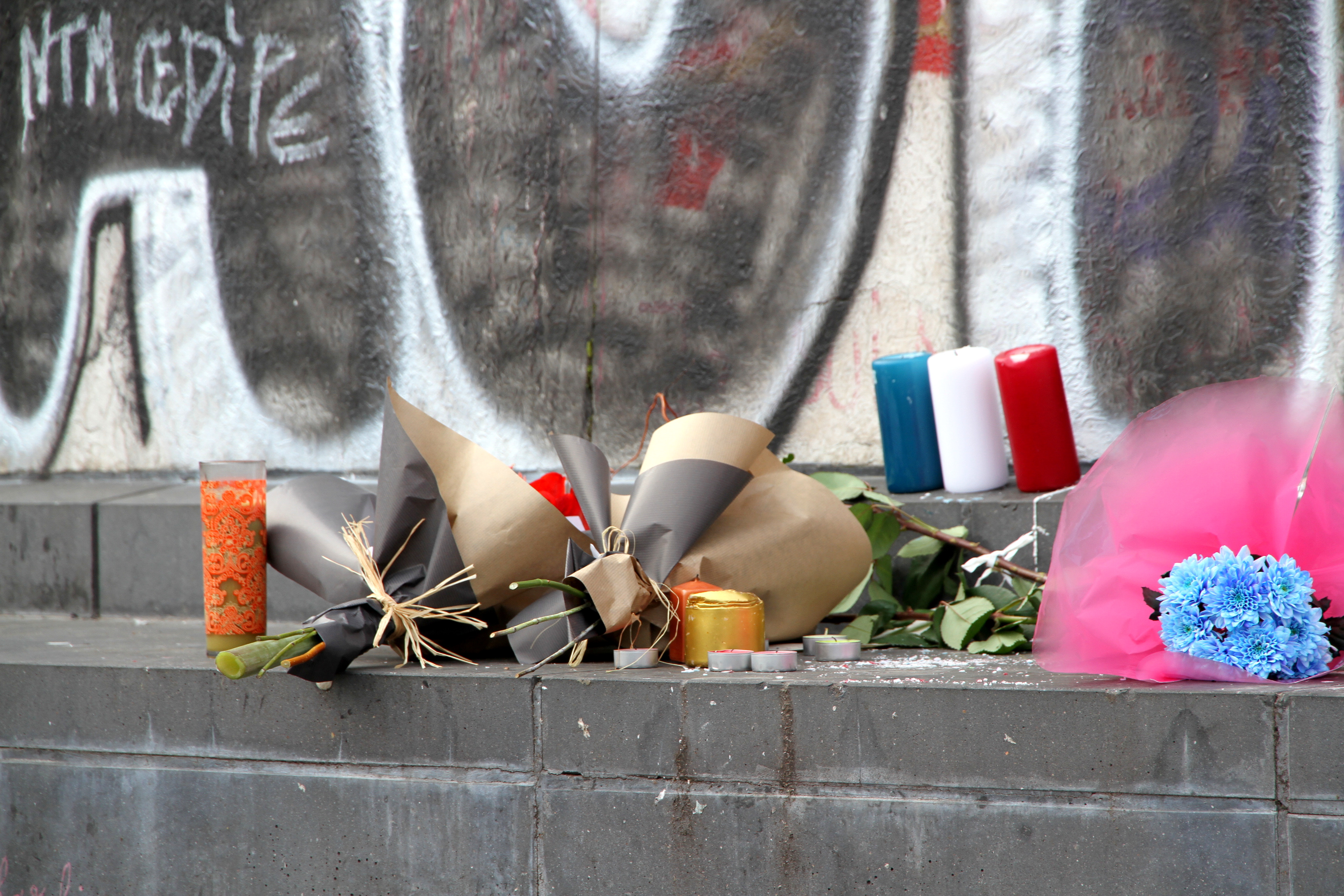
Свечи и цветы на площади Республики
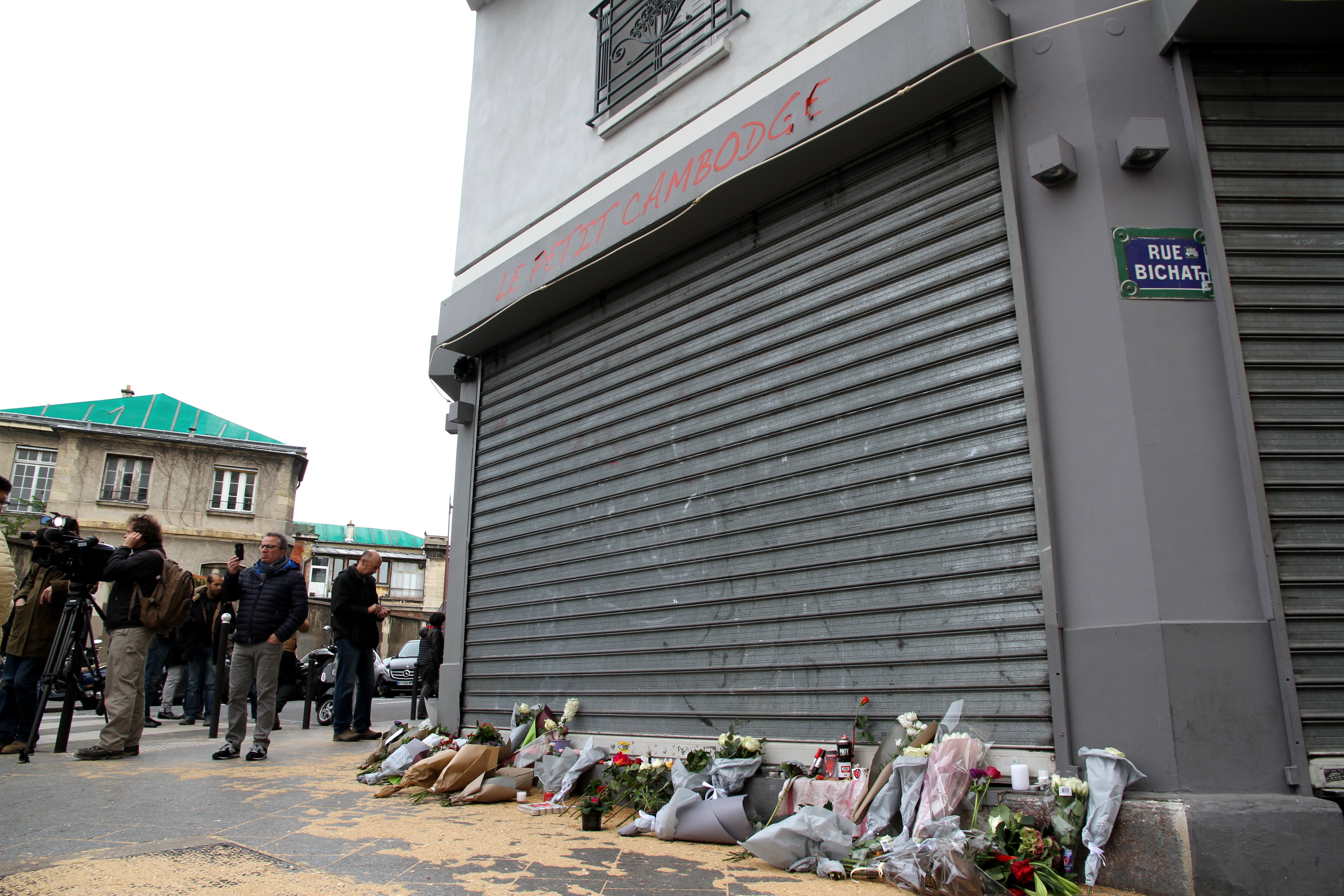
Цветы у ресторана «Пти Камбодж»
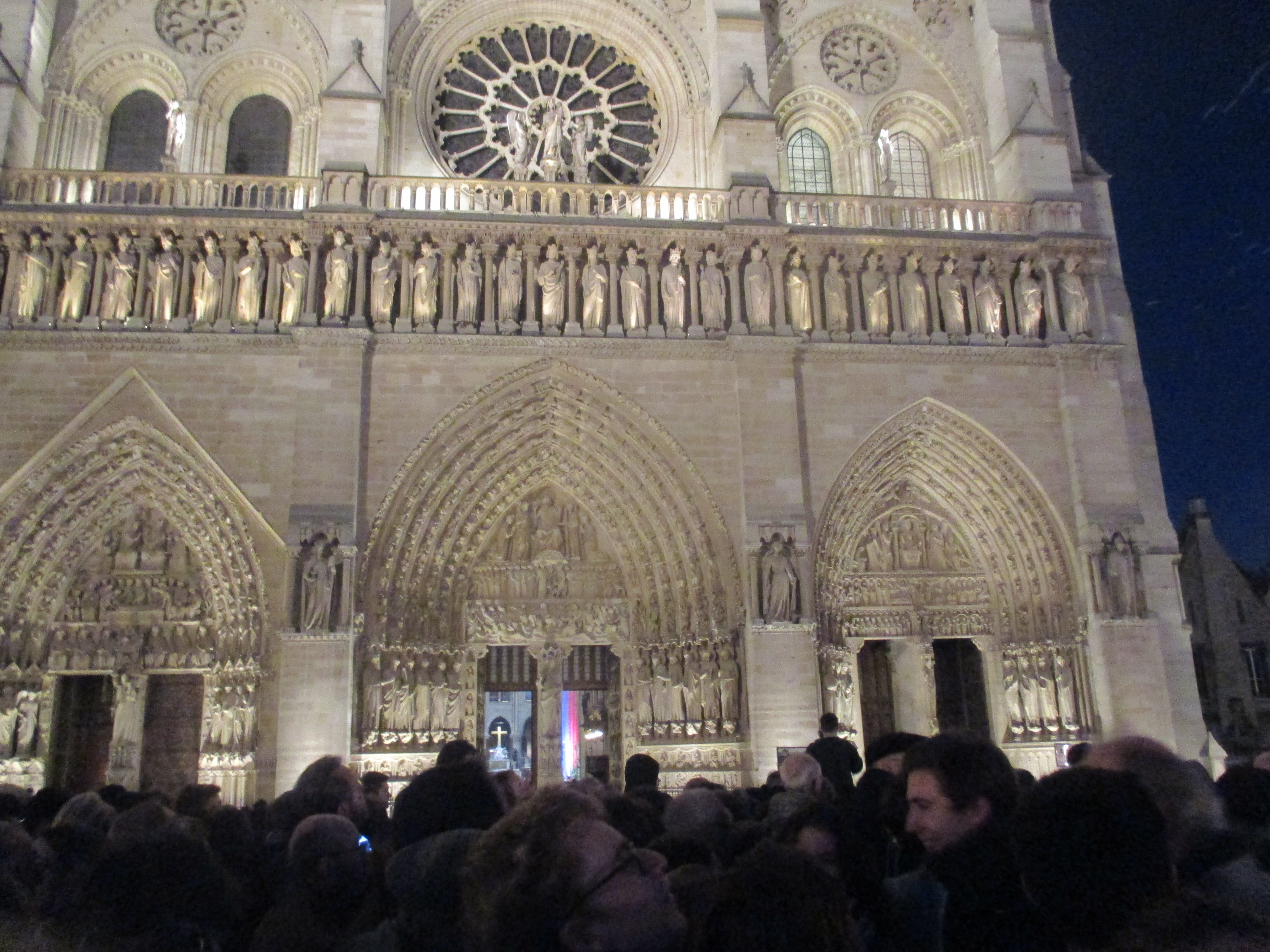
Реквием в Соборе Парижской Богоматери в воскресенье, 15 ноября

## Террористы
Одно из двух транспортных средств, использованных террористами в Париже, было зарегистрировано в Бельгии и было арендовано лицами, проживающими во Франции. 14 ноября в пригороде Брюсселя Моленбек-Сен-Жан бельгийская полиция задержала троих подозреваемых в причастности к терактам в Париже.
16 ноября 2015 года в прессе появились сообщения, что вдохновителем и организатором терактов является гражданин Бельгии марокканского происхождения Абдельхамид Абаауд.

### Группа, атаковавшая «Стад де Франс»
Биляль Хадфи (род. 22 января 1995 года — погиб 13 ноября 2015 года) — террорист-смертник, взорвавший себя 13 ноября возле стадиона «Стад де Франс» в северной части Парижа. Жил в Бельгии. В 2015 году бежал в Сирию, где оказался в рядах организации ИГИЛ.
Аммар Рамадан Мансур Мухаммад ас-Сабави (военное имя — Укайша аль-Ираки) (1993 год — 13 ноября 2015 года) — один из исполнителей теракта, один из террористов-смертников, взорвавших себя вблизи стадиона «Стад де Франс». Родился в 1993 году. Гражданин Ирака, уроженец города Мосул, ставший боевиком ИГИЛ. В начале октября 2015 года был направлен из Сирии в Париж, чтобы присоединиться к исполнителям теракта. Прибыл из Турции на греческий остров Ларос. Он находился в лодке, которая перевернулась в море, был спасён греческим кораблём и получил удостоверение беженца, а оттуда вместе с сирийскими беженцами попал в Париж. По пути в Париж он проследовал через Македонию (07.10.2015), Хорватию (08.10.2015), Венгрию и Австрию. Предположительно, рядом с его останками нашли паспорт на имя Ахмада аль-Мухаммада, 1990 года рождения, гражданина Сирии, уроженца города Идлиб, расположенного в северо-западной части Сирии; французские следователи считают, что паспорт мог быть поддельным, или взят у убитого в Сирии солдата правительственных войск, погибшего в борьбе с ИГИЛ.
Али аль-Ираки (настоящее имя до сих пор неизвестно) — третий из террористов-смертников, взорвавших себя вблизи стадиона «Стад де Франс». Вероятно, также, как и второй подозреваемый, являлся гражданином Ирака. В начале октября 2015 года был направлен из Сирии в Париж, чтобы присоединиться к исполнителям теракта. Прибыл из Турции на греческий остров Ларос. Он находился в лодке, которая перевернулась в море, был спасён греческим кораблём и получил удостоверение беженца, а оттуда вместе с сирийскими беженцами попал в Париж.

### Группа, атаковавшая рестораны
Брахим Абдеслам (родился 30 июля 1984 года — погиб 13 ноября 2015 года) — террорист-смертник, взорвал себя возле кафе «Контуар Вольтер», расположенного в 11-м квартале. Был владельцем бара в квартале Моленбек под Брюсселем. Около двух недель до событий в Париже бар был закрыт, поскольку полиция обнаружила, что там ведется торговля наркотиками. В начале 2015 года направился в Сирию, где присоединился к ИГИЛ. Во время терактов расстреливал людей, а затем подорвал себя поясом смертника.
Шакиб Акрух (родился 27 августа 1990 года — погиб 18 ноября 2015 года) — проживал в брюссельской коммуне Моленбек-Сен-Жан. Отправился в Сирию в период с января 2013 года по январь 2015 года. Погиб через несколько дней после совершения терактов, во время штурма французской полицией убежища в Сен-Дени, где укрывались уцелевшие после самоподрывов и атак террористы. Его тело было опознано спустя два месяца, в январе 2016 года. Видео, выпущенное Исламским государством 24 января 2016 года, окончательно подтвердило его личность.
Абдельхамид Абаауд (родился 8 апреля 1987 года — погиб 18 ноября 2015 года), рос в квартале Моленбек под Брюсселем, гражданин Бельгии. Действовал в рядах организации ИГИЛ в Сирии. Принимал участие в планировании террористической атаки в Париже. Один из главных организаторов атак. Погиб во время перестрелки с французским спецназом во время рейда спецназа в Сен-Дени, где укрывался после совершения террористических атак.

### Группа, атаковавшая театр «Батаклан»
Омар Исмаил Мостефаи (родился 21 ноября 1985 года — погиб 13 ноября 2015 года) — уроженец города Коркорон, департамент Эссон. Имел уголовное прошлое в области имущественных преступлений в 2004—2010 годах. Был приговорён к тюремному заключению 8 раз, однако в действительности его не отбывал. Находился в Сирии с осени 2013 по весну 2014 года. Последнее время проживал в городе Шартр в квартале Ле Мадлен. Уже 5 лет назад у Мостефаи были связи с террористическими элементами. Он был замечен французскими разведывательными службами в ходе наблюдения за маленькой группой салафитских активистов. Находился в группе напавших на концертный зал «Батаклан». Погиб во время перестрелки с полицией в концертном зале «Батаклан».
Сами Амимур (родился 15 октября 1987 года — погиб 13 ноября 2015 года) — гражданин Франции, проживал в городе Дранси (северо-восточная Франция). В октябре 2012 года был осуждён за осуществление контактов с террористической организацией. С тех пор находился под судебным надзором. Был женат и имел ребёнка. Осенью 2013 года нарушил условия надзора и на него был выдан международный ордер на арест. Был членом группы террористов, которая действовала в театре «Батаклан». Погиб во время перестрелки с полицией в концертном зале «Батаклан».
Фуад Мухаммед Аггад (родился 18 сентября 1992 года — погиб 13 ноября 2015 года) — родился в городе Висамбур в Эльзасе. Радикализовался в декабре 2013 года и уехал в Сирию, где вступил в ИГИЛ. Был членом группы террористов, которая действовала в театре «Батаклан». Погиб во время перестрелки с полицией в «Батаклане».

### Арестованные
Салах Абдеслам (родился 15 сентября 1989 года), гражданин Франции, родился в Бельгии. В прошлом принимал участие в управлении баром своего брата. Арендовал в Брюсселе один из автомобилей (Volkswagen Polo), которым пользовались террористы, совершившие теракт в концертном зале «Батаклан». Во время террористической атаки находился в Париже, но после атаки сбежал. 18 марта 2016 года был арестован в квартале Моленбек под Брюсселем.

## Спецоперация
Автомобиль Seat Leon, на котором передвигалась группа Абаауда, был найден 15 ноября в парижском пригороде Монтрёй, внутри были обнаружены три автомата Калашникова.
Рано утром 18 ноября французская полиция начала операцию в парижском пригороде Сен-Дени, в результате которой было задержано семеро подозреваемых в причастности к терактам. Одна из подозреваемых подорвала себя во время штурма, ещё один подозреваемый был найден мёртвым, им был Абдельхамид Абаауд.
В ходе рейда пять полицейских получили ранения; при штурме также погибла полицейская собака по кличке Дизель.
20 ноября в турецкой провинции Анталия, в 5-звёздочной гостинице в районе Манавгат, был задержан Ахмет Дахмани, гражданин Бельгии марокканского происхождения, который подозревается в том, что он определял места нападения в Париже.
25 марта 2016 года анализ ДНК Наджима Лааруи — одного из смертников, совершивших теракт в Брюссельском аэропорту 22 марта 2016, показал совпадение с ДНК, обнаруженном на бомбе, взорвавшейся у стадиона в Сен-Дени, и на кусочке ткани, использовавшейся при атаке на «Батаклан».
По сообщению министерства обороны США, в декабре 2016 года в Сирии были убиты трое предположительных организаторов теракта: Салах Гурма и Самми Джеду, а также неизвестный третий, планировавший нападения в Бельгии в 2015 году. Все трое причастны к группировке «Исламское государство».

## Реакция

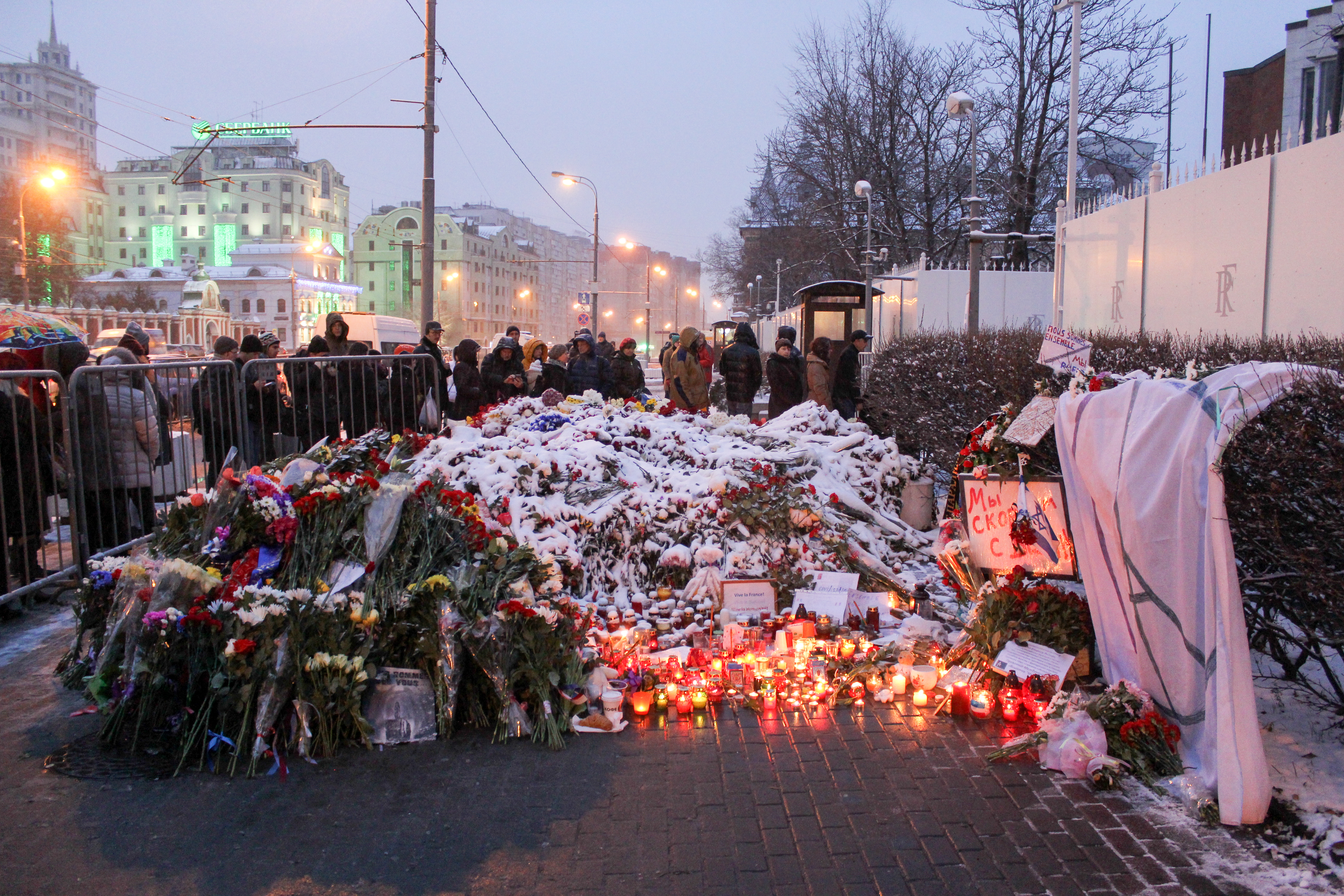
Люди, пришедшие выразить свои соболезнования к посольству Франции в Москве

### Франция
Президент Франции Франсуа Олланд объявил чрезвычайное положение на всей территории страны, приказал перекрыть границы и привести вооружённые силы в состояние полной боеготовности. Впервые с 1944 года в Париже введён комендантский час. В стране объявлен трёхдневный траур. 14 ноября, впервые в своей истории, закрыт «Диснейленд». Отключено освещение Эйфелевой башни и закрыты подходы к ней.
Парижане запустили акцию солидарности с пострадавшими «Открытая дверь» (#PorteOuverte) — её участники предоставляли укрытие людям, оказавшимся в зоне терактов. Таксисты бесплатно развозили пассажиров. В «Твиттере» многочисленными артистами организована кампания социальной поддержки #PrayForParis.

### Международная реакция
20 ноября 2015 года Совет Безопасности ООН в резолюции 2249 (2015) осудил множество террористических нападений, совершенных ИГИЛ (ДАИШ), указав среди них и теракты в Париже.
Акции поддержки пострадавших, соболезнования и осуждение
Выразили соболезнования французам и осудили теракты лидеры и представители многих государств, в том числе премьер-министр Австралии Малкольм Тернбулл, президент Азербайджана Ильхам Алиев, премьер-министр Великобритании Дэвид Кэмерон, федеральный канцлер Германии Ангела Меркель, президент США Барак Обама, президент Армении Серж Саргсян, президент Республики Казахстан Нурсултан Назарбаев, председатель КНР Си Цзиньпин, президент Республики Беларусь Александр Лукашенко, президент Российской Федерации Владимир Путин, президент Украины Пётр Порошенко, а также генеральный секретарь ООН Пан Ги Мун.
В знак поддержки Франции после терактов достопримечательности по всему миру начали подсвечивать цветами французского триколора. Сине-бело-красным подсвечены Всемирный торговый центр и «Эмпайр-стейт-билдинг» в Нью-Йорке, башня CN Tower в Торонто, стадион «Уэмбли» в Лондоне, Музыкальная академия имени Чайковского на площади Независимости в Киеве, Останкинская телебашня в Москве, стены Старого города и здание кнессета в Иерусалиме, и другие здания и сооружения. В Израиле и израильских представительствах за рубежом, в знак траура были приспущены государственные флаги. Во многих городах мира (в частности, в Киеве и Москве) к дипломатическим представительствам Франции люди принесли цветы и свечи.
По решению УЕФА, футбольные матчи отборочного цикла к чемпионату Европы по футболу во Франции, состоявшиеся с 14 по 17 ноября 2015 года, начались минутой молчания. Команды вышли на поле с чёрными повязками.
Ответные меры
Бельгия ввела проверки на французской границе, во всех аэропортах и на железной дороге.
Польша заявила о необходимости изменения политики ЕС в отношении беженцев и отказалась принимать их в рамках своей квоты. По итогам обсуждения решения проблемы беженцев, захлестнувших Европу в 2015 году, Польша должна была принять 4,5 тысячи человек.
Некоторые авиакомпании приостановили полеты в Париж.

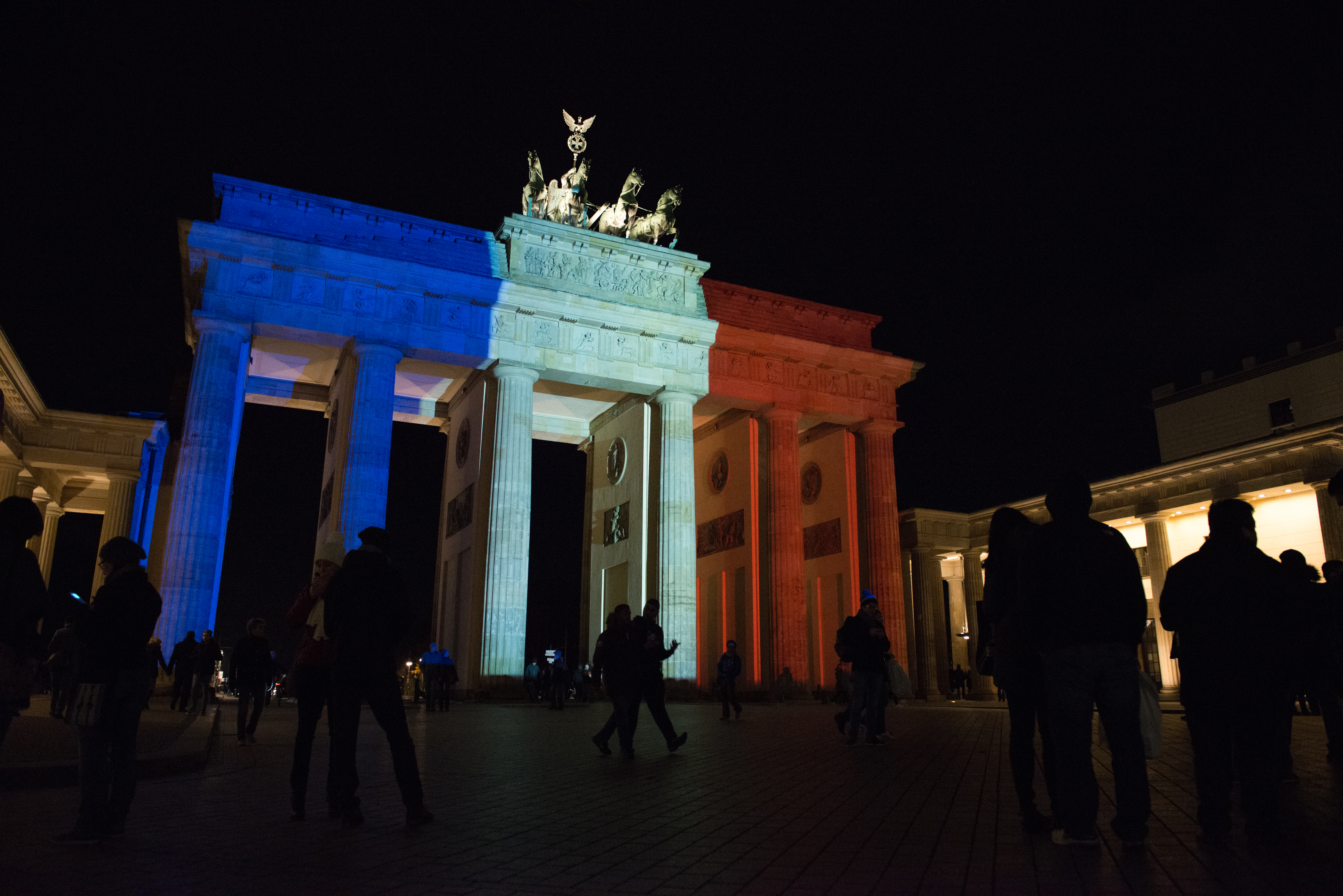
Бранденбургские ворота, Берлин
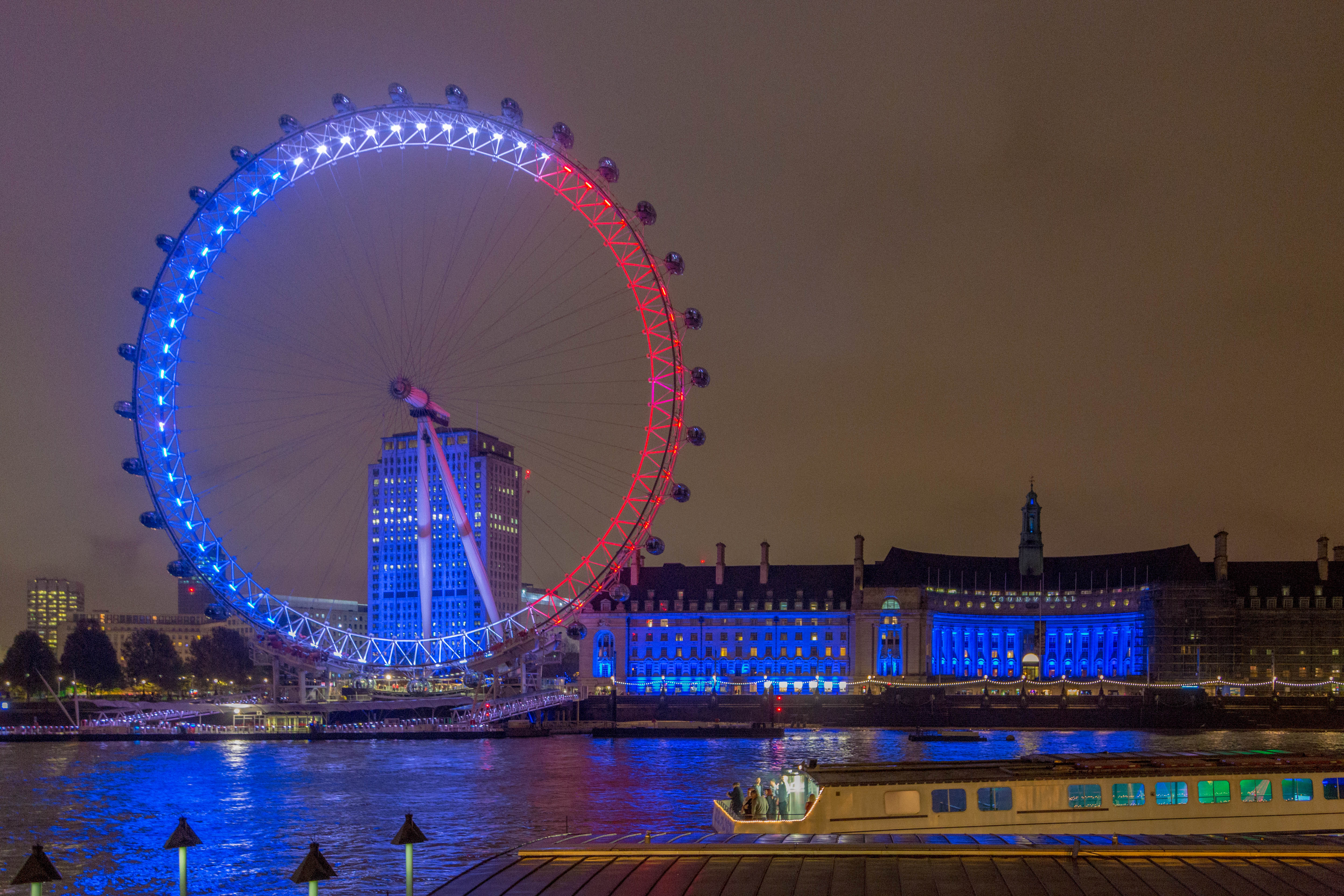
Лондонский глаз, Лондон
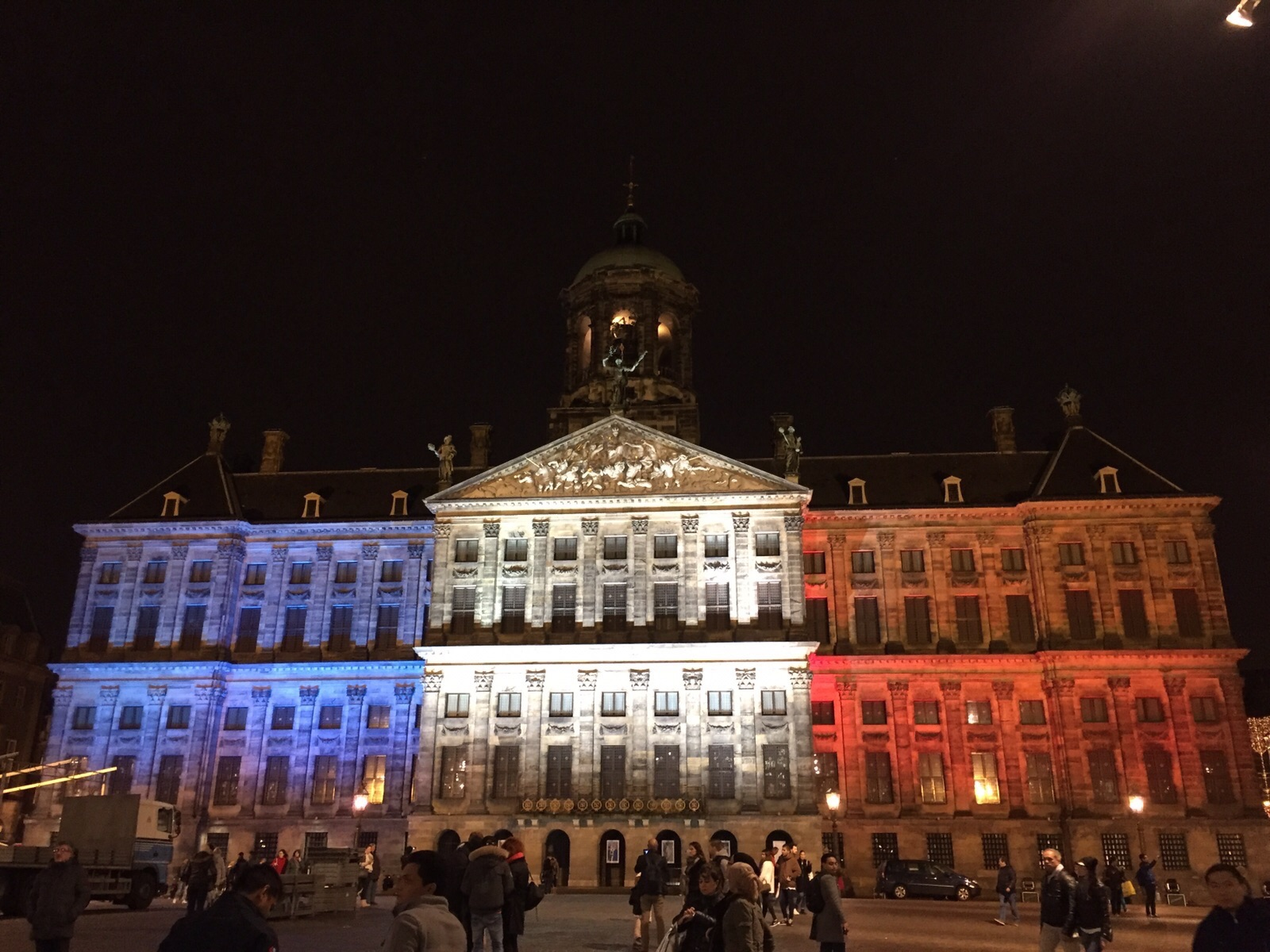
Королевский дворец, Амстердам
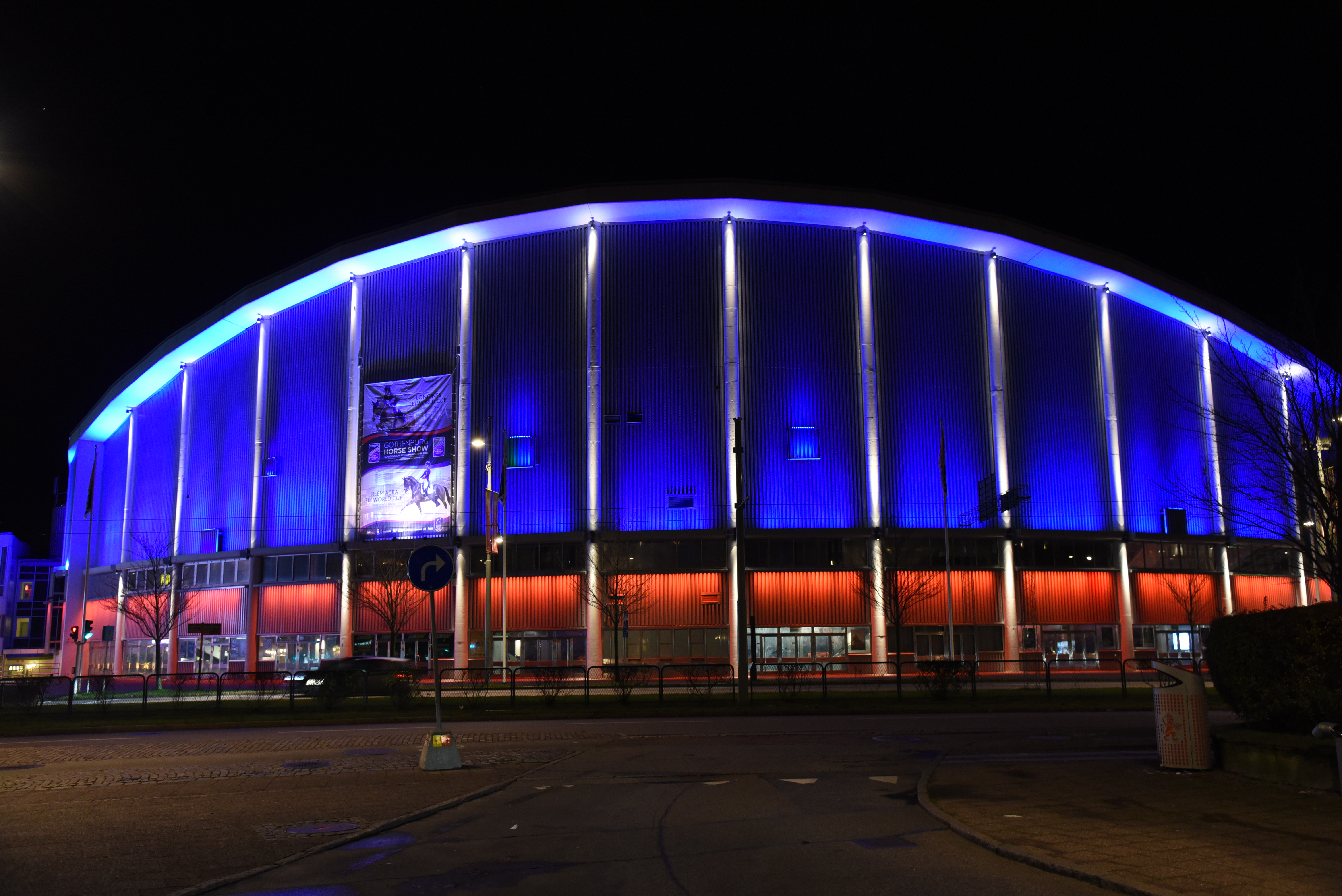
Скандинавиум, Гётеборг
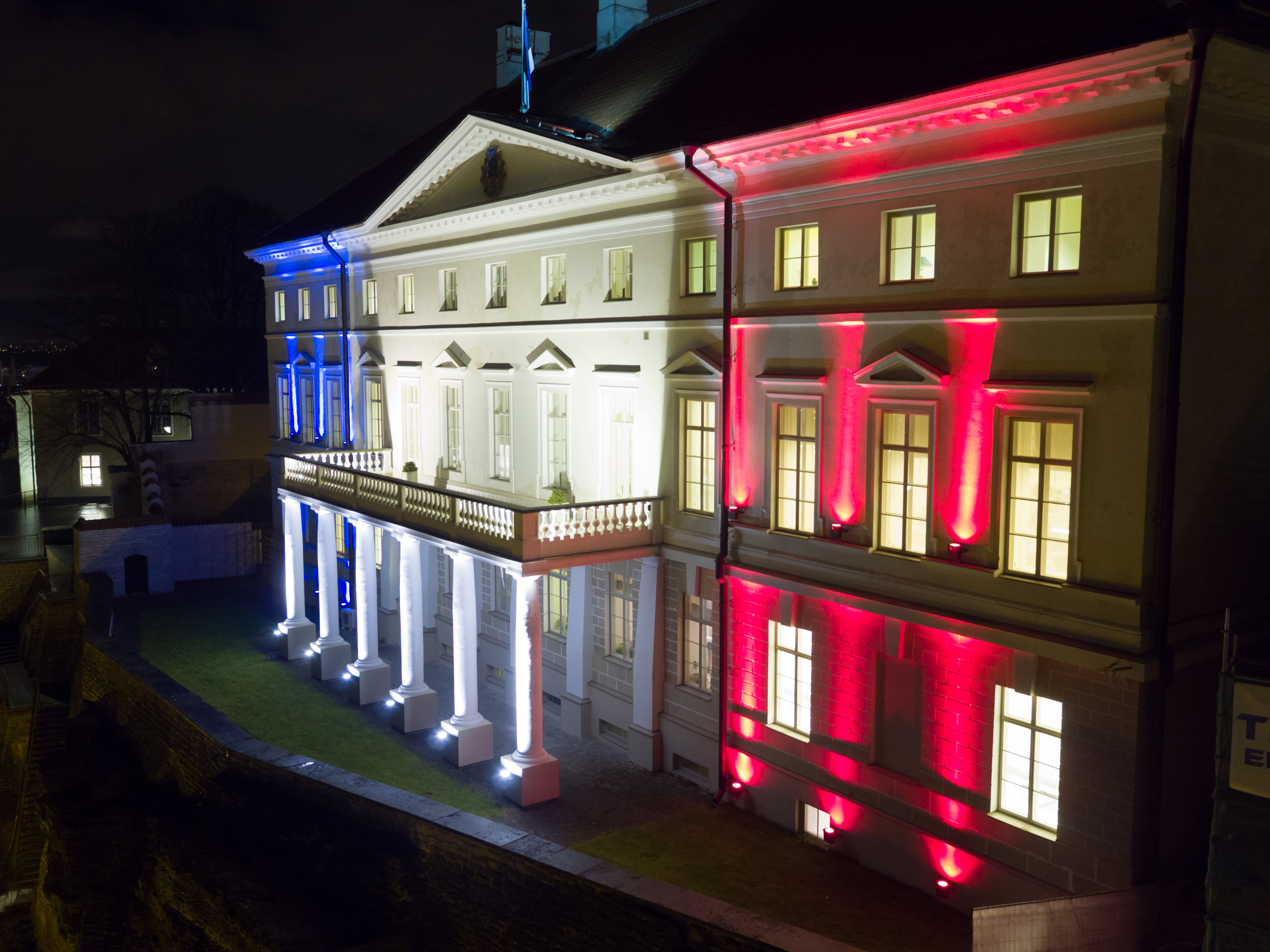
Дом Стенбока, Таллин
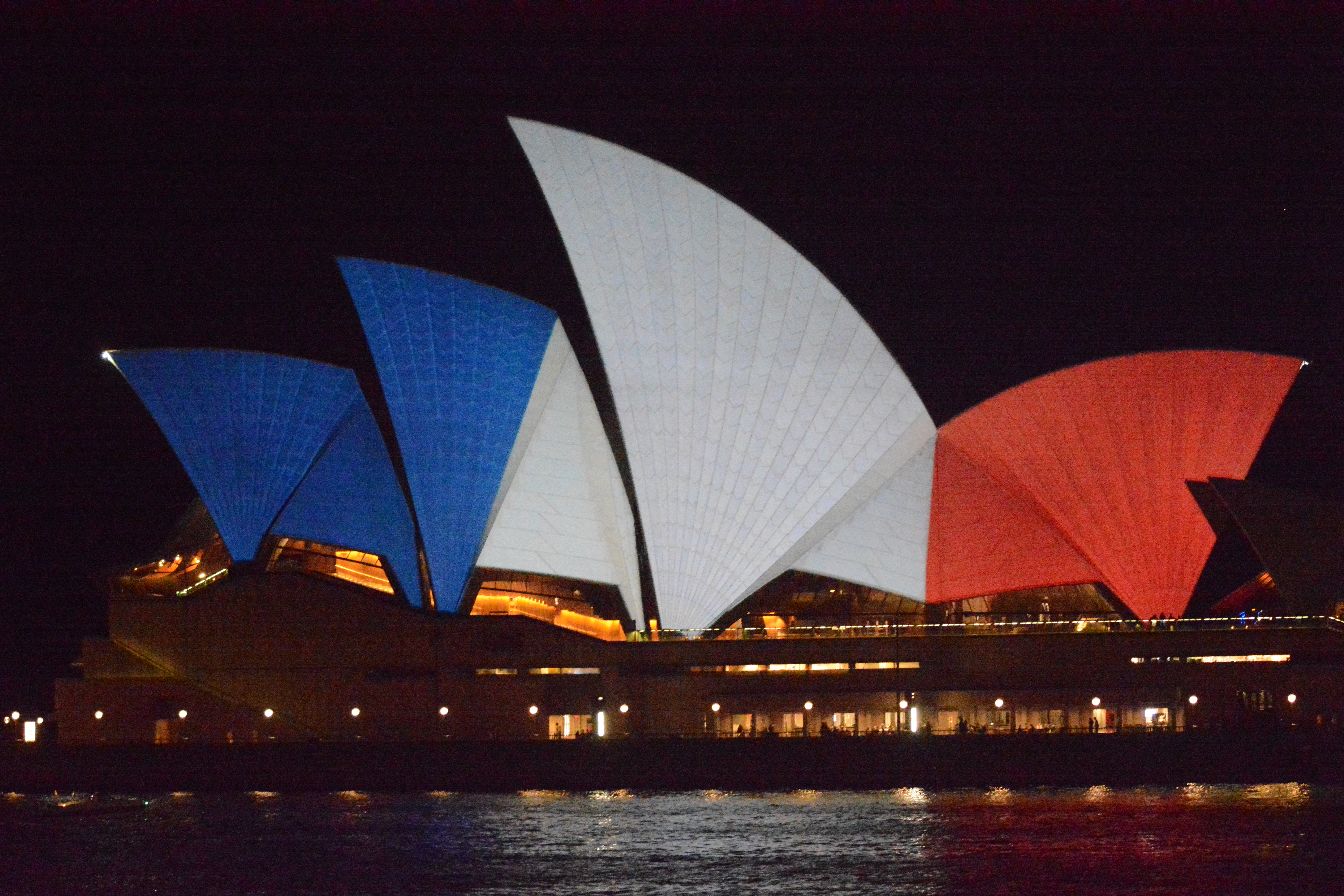
Сиднейский оперный театр, Сидней

## Судебный процесс
В сентябре 2021 года в парижском Дворце правосудия начался судебный процесс по делу Салаха Абдеслама и ещё 19 обвиняемых в оказании помощи террористам.
29 июня 2022 года суд приговорил к пожизненному заключению Салаха Абдеслама, остальные обвиняемые были приговорены к различным тюремным срокам.

## Слухи о пытках в «Батаклане»
В 2016 году в международной прессе со ссылками на свидетельства полицейских перед комиссией Национального собрания Франции по расследованию терактов распространились слухи о том, что террористы на втором этаже «Батаклана» пытали и убивали захваченных заложников устрашающими способами — отрезали головы, выкалывали глаза, кастрировали и тому подобное; французская полиция якобы скрыла информацию об этих зверствах. Глава комиссии, консервативный политик Жорж Фенек, получал из вторых рук информацию об обезображенных телах — так, отец одного из погибших в «Батаклане» мужчин заявлял, что у покойного были отрезаны гениталии и засунуты в рот, и что полицейских, видевших тела на втором этаже зала, потом рвало на улице. Комиссия задавала свидетелям-полицейским вопросы об предполагаемых пытках, но допрошенные полицейские таких трупов не видели и утвердительных ответов на вопросы комиссии не давали. Префект полиции Мишель Кадо и следователь Кристиан Сен отмечали, что ножей на месте преступления найдено не было. Некоторые тела в «Батаклане» были сильно изуродованы автоматным огнём и взрывами — до такой степени, что трупы сложно было собрать, но, по заключению полиции, причиной всех смертей были травмы от пуль или осколков. В «Батаклане» во время теракта присутствовало больше тысячи человек — если бы пытки и казни имели место, о них сообщили бы другие выжившие свидетели.

## Фильм
Этим событиям посвящен фильм режиссёра Седрика Жименеса «Шрамы Парижа» (2022), В ролях: Жан Дюжарден, Анаис Демустье, Сандрин Кимберлен, Жереми Реньо.